# 1951 na arte

## Eventos
- 20 de Outubro - Inaugurada a I Bienal Internacional de Arte de São Paulo.

## Nascimentos
| Data          | Nome                    | Profissão                               | Nacionalidade  | Observações | Ref |
| ------------- | ----------------------- | --------------------------------------- | -------------- | ----------- | --- |
| 8 de setembro | Isabel de Sá            | artista plástica e escritora            | Portugal       |             |     |
| 26 de Outubro | Julian Schnabel         | pintor e realizador                     | Estados Unidos |             |     |
| 30 de Outubro | P. Craig Russell        | autor de banda desenhada                | Estados Unidos |             |     |
| ??            | Rodolpho Tamanini Netto | pintor                                  | Brasil         |             |     |
| ??            | Miranda Justo           | pintor                                  | Portugal       |             |     |
| ??            | Milton Kurtz            | pintor, desenhista e artista intermídia | Brasil         |             |     |
| ??            | José Manuel Rodrigues   | fotógrafo                               | Portugal       |             |     |

## Mortes
| Data          | Nome           | Profissão                                       | Nacionalidade                              | Observações | Ref |
| ------------- | -------------- | ----------------------------------------------- | ------------------------------------------ | ----------- | --- |
| 5 de Setembro | Mário Eloy     | pintor                                          | Portugal                                   | n. 1900     |     |
| 1 de Outubro  | Wols           | pintor                                          | Alemanha                                   | n. 1913     |     |
| 6 de maio     | Cristiano Cruz | veterinário, pintor, desenhador e caricaturista | Reino Unido de Portugal, Brasil e Algarves | m. 1951     |     |
| ??            | Libindo Ferrás | pintor e professor                              | Brasil                                     | n. 1877     |     |